# Ferdinand Welte
Ferdinand Welte (* 11. Oktober 1806 in Altdorf/Baden; † 5. September 1878) war ein deutscher Jurist und Politiker.

## Leben
Welte studierte ab dem Wintersemester 1823/24 als stud. phil., dann als stud. iur. in Freiburg im Breisgau. Während seines Studiums wurde er 1824 Mitglied des burschenschaftlich geprägten Academisch-Gesetzlichen Vereins („Neutralia“).
1830 war er als Rechtspraktikant tätig. 1833 hatte er seinen Wohnsitz in Engen, wo er das Schriftverfassungsrecht erhielt. Auch von 1842 bis 1849 wohnte er in Engen.
Von 1842 bis 1849 war er für den Wahlbezirk der Ämter Villingen und Hüfingen Mitglied der Zweiten Kammer des Badischen Landtages. 1848 war er Mitglied des Vorparlaments.
1850 war er als Hofgerichtsadvokat in Konstanz tätig.